# Chris Wilson
Christopher Ryan Wilson, né le 5 mai 1981  dans l'Utah, aux États-Unis, est un batteur américain. 

## Biographie
Chris Wilson a joué dans le groupe de pop punk Good Charlotte en 2005, participant à l'enregistrement de leur second album, The Young and the Hopeless. Il s'en est cependant séparé par la suite. 
Chris Wilson est actuellement le batteur d'un autre groupe punk américain originaire de Jacksonville, en Floride, The Summer Obsession.

## Discographie

### Avec Good Charlotte
- 2004 : The Chronicles of Life and Death
- 2004:Live at Brixton Academy (album de Good Charlotte)